# Melmetal
Melmetal (メルメタル, Melmetal) é um Pokémon mítico do tipo aço introduzido durante a Geração VII. Ele apareceu pela primeira vez em Pokémon GO e mais tarde fez sua estreia na série principal em Pokémon: Let's Go, Pikachu! e Let's Go, Eevee!.
Em Pokémon GO, ele evolui de Meltan usando 400 Meltan Candy. Atualmente, Meltan não pode evoluir em outros jogos.
Melmetal tem uma forma Gigantamax, que estreou com o lançamento da compatibilidade de transferência do Pokémon GO com o Pokémon HOME. Ele pode Gigantamax em Gigantamax Melmetal se tiver o Gigantamax Factor.
Foi oficialmente revelado em 24 de outubro de 2018.

## Descrição
- Melmetal é um Pokémon do tipo Aço conhecido por sua força e resistência. Originado de Meltan, um Pokémon menor, sua evolução ocorre através da absorção de energia,[5] transformando-se em uma entidade metálica poderosa.[6] Essa mudança não só aumenta sua força, mas também lhe confere habilidades especiais, como o movimento Pancada Fulminante, um dos ataques mais impactantes.[7] Além de suas habilidades, Melmetal envolve-se em mistérios e lendas, sendo frequentemente associado à manipulação de metais, o que simboliza poder e criatividade. Sua aparência, com parafusos e nozes, destaca sua natureza metálica e suas origens simples.[8][9]
- Nas batalhas, Melmetal se mostra um adversário formidável, capaz de resistir a diversos tipos de ataques, enquanto revida com grande força. Essa combinação de resistência e poder o torna um aliado valioso para treinadores que desejam um Pokémon forte e carismático. Com sua presença marcante e habilidades impressionantes, Melmetal deixa uma marca significativa nas histórias dos treinadores que encontram esse Pokémon.[10][11]

No final de setembro os jogadores de Pokémon GO foram surpreendidos com a aparição de um estranho Pokémon, que posteriormente descobriríamos se tratará de um novo Pokémon mítico, chamado Meltan.
Desde lá os jogadores tem ajudado o Professor Willow a pesquisar mais sobre esse estranho monstrinho que é do tipo Steel e tem todo o seu corpo formado por metal líquido capaz de conseguindo corroer ou absorver outros metais.
Agora, a The Pokémon Company lançou um novo vídeo onde o Professor Willow e Professor Carvalho descobrem que na verdade o Meltan tem uma evolução, intitulada Melmetal.